# Storta (arma)

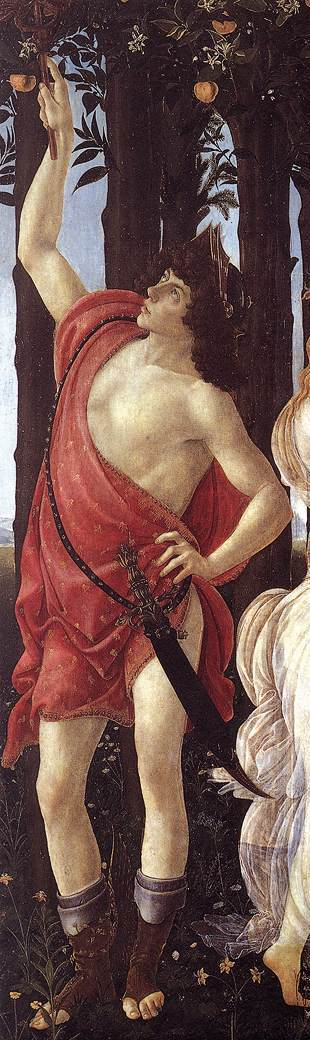
Mercurio cinto di storta nella Primavera di Sandro Botticelli, a. 1482.

La storta era un'arma bianca manesca del tipo spada corta, con lama monofilare, impugnatura a una mano e fornimento con crociera a bracci divergenti, in forma di "S", originaria della Spagna e diffusasi in Italia tra il Tardo Medioevo e il Rinascimento.
Il vocabolo "storta" venne successivamente utilizzato in lingua italiana per indicare una variegata tipologia di armi bianche del tipo spada con lama monofilare dalla curvatura più o meno pronunciata in uso alle forze di fanteria dal Tardo Medioevo alla prima Età Moderna. Nel corso del XVI secolo, la parola passò poi a indicare anche la scimitarra e, successivamente (XVIII secolo), tutti quei tipi di spada a lama curva non identificabili con la sciabola in uso alla cavalleria. La medesima evoluzione linguistica valse per l'equivalente vocabolo spagnolo: alfanje.

## Costruzione
Caratteristiche precipue della storta propriamente detta (alfanje in lingua spagnola) sono:
- Lama monofilare con tagliente curvo e dorso diritto, curvante solo in prossimità della punta, quest'ultima marcatamente ricurva e con accentuato falso-taglio, non sempre affilato;
- Impugnatura a una mano con elsa dalla guardia a crociera a bracci divergenti, disegnanti una "S", e pomolo massiccio, atto a controbilanciare l'arma durante i colpi di taglio.

L'arma è quasi sempre rientrante nella tipologia della "spada corta". Una variante castigliana dell'alfanje, il terciado, deve appunto il suo nome alle ridotte dimensioni della lama, ben più piccola rispetto a quella di una spada.

## Storia

### Origini
La storta originò in Castiglia, quasi certamente da un modello di arma introdotto dagli arabi del califfato di Cordova. Il nome spagnolo dell'arma, alfanje, deriva infatti dal moresco al-janyar, significante "il pugnale". La forma stessa della storta, con la sua lama sostanzialmente diritta fino alla curva marcata, quasi a gomito, della punta, ricorda, seppur su dimensioni molto più accentuate, la linea del jambiya yemenita.
Gli studiosi spagnoli marcano in modo risoluto la differenza intercorrente tra la storta ispanica e il falcione, altra arma manesca monofilare diffusa nell'Europa Settentrionale. Quest'ultimo, designato dal vocabolo bracamarte, sarebbe stato ben testimoniato in Spagna dalle locali varianti, il cuytelo catalano e il colltel aragonese, delle vere e proprie mannaie da guerra capaci di provocare tremende ferite di taglio, già al tempo del re Alfonso X di Castiglia (1221-1284). Nel medesimo periodo, l'alfanje di derivazione moresca era già ben noto e diffuso.
La produzione letteraria spagnola del Seicento parrebbe confermare l'origine orientale della storta.

Già il poeta Luis de Góngora (1561-1627) osservava:
(Luis de Góngora Romance)
Dello stesso tono i versi di Salvador Jacinto Polo de Medina (1603-1676) che nella sua Fábula de Pan y Siringa scherza metaforicamente sul rapporto tra l'alfanje e le spade di acciaio Damasco degli orientali:
(Salvador Jacinto Polo de Medina Fábula de Pan y Siringa)
È però abbastanza lecito supporre che questi autori fossero incappati nel medesimo malintesi riscontrabile, nel medesimo periodo storico, nella produzione letteraria italiana. Il prolungato contatto, sia commerciale sia bellico, con le popolazioni musulmane soggette al dominio dei turchi aveva spinto gli europei a identificare la storta come una semplice variante della scimitarra.

### Diffusione
Nel corso del Medioevo, dai regni ispanici la storta si diffuse ad altre contrade del Mediterraneo, soprattutto l'Italia, la Tunisia e il Litorale levantino. Non è ancora ben chiaro se tale diffusione sia stata dovuta a un diretto contatto con armati e mercenari spagnoli o a un contatto con mercanti e mercenari musulmani che avevano adottato l'alfanje dai castigliani.
La storta ebbe notevole successo in Italia, sia tra i bassi ceti sociali (fantaccini reclutati per servire a bordo delle galee da guerra della Repubblica di Venezia o della Repubblica di Genova) sia tra i nobili: la storta figura infatti in numerosi trattati pubblicati dai maestri di scrima attivi nella penisola nel XV secolo. Il particolare contesto storico-militare all'interno del quale si colloca il momento di diffusione dell'arma concorse a una sua rapida ibridazione non altre tipologie di armi manesche monofilari dalla lama ricurva: falcione, Dussack, Großes Messer, ecc. In tutta Europa, la rinata importanza delle forze di fanteria andava portando alla rivalutazione e capillare diffusione di "spade" ben diverse dalla spada a due mani o dallo stocco in uso alle forze di cavalleria pesante che avevano deciso fino ad allora gli esiti delle battaglie.
Anche in altri paesi d'Europa, la diffusione dell'alfanje castigliano venne accompagnata da un positivo riscontro delle locali forze armate. Dato ancor più interessante, la storta, grazie alle testimonianze museali e iconografiche pervenuteci, non restò in uso alle sole forze di fanteria ma venne anche adottata dalla cavalleria pesante per le violente mischie dei campi di battaglia rinascimentali (esito "anticipato" iconograficamente dalla Battaglia di Anghiari di Leonardo da Vinci nel 1503). Si trovano, ad esempio, precisi riferimenti iconografici all'uso di storte da parte di gendarmi nell'incisione datata 1588 raffigurante la Battaglia di Dreux (1562), lo scontro campale che aprì le Guerre di religione francesi. Esemplari di storta, in alcuni casi anche di pregevole fattura e sontuoso fornimento, figurano poi tra gli arsenali delle forze di cavalleria del Cinquecento (Reiter e/o Corazzieri) o nelle collezioni dei sovrani dell'epoca (famoso il caso della storta appartenuta a Cosimo I de' Medici, granduca di Toscana).

### Sviluppi etimologici
L'accennata ibridazione tra la storta e altre tipologie di spade a lama monofilare più o meno ricurva costituì, di fatto, il primo passo per i successivi, importanti, sviluppi etimologici del vocabolo. La parola "storta" passò a indicare non più l'alfanje vero e proprio ma tutte le nuove armi a lama ricurva sviluppatesi in Europa: Dussack, Großes Messer, ecc.
Parallelamente, i sempre più massicci contatti degli italiani con l'Impero ottomano e con l'Estremo Oriente, grazie ai missionari gesuiti, spesso italiani, che seguirono le spedizioni dei portoghesi, portarono a un significativo aumento dei contatti con civiltà la cui tradizione guerriera, causa l'influsso turco-mongolo, aveva fatto delle spade a lama ricurva sua peculiare caratteristica. La parola "storta" incominciò così a essere utilizzata anche per indicare spade orientali dalla lama ricurva: in primis la scimitarra delle truppe ottomane (arma però questa destinata alla cavalleria e non alla fanteria); in secundis svariati altri tipi di spada a lama ricurva in uso agli orientali.
I miniaturisti europei del Tardo Medioevo ricorsero spesso alla storta quale tipologia di arma orientale nelle tavole raffiguranti scontri tra soldati cristiani e musulmani. Nella celebre miniatura quattrocentesca francese raffigurante la Battaglia di Manzicerta (1071), le truppe dei turchi selgiuchidi, indistinguibili, per quanto riguarda armatura e surcotto, da quelle cristiano-bizantine, sono armate di spade monofilari chiaramente rifacentisi al modello della storta.
Nel corso del XVII secolo, le origini orientali della storta spinsero sempre più in favore di una sua identificazione con le armi a lama ricurva in uso presso i turchi e gli orientali in genere.
Se già il padre gesuita Giovanni Pietro Maffei (1533-1603), nelle sue Istorie delle Indie Orientali, aveva fatto ricorso al vocabolo "storta" per indicare il katana portato in battaglia dai samurai giapponesi, la voce "storta" nel Vocabolario degli Accademici della Crusca testimonia in modo vistoso l'ormai avvenuta traslazione del vocabolo, divenuto sinonimo di scimitarra, svincolato dal falcione in uso ai fanti europei del Tre-Quattrocento e privato di una sua propria valenza.
(Vocabolario degli Accademici della Crusca, ed. 2., Firenze 1623, p. 843)
Dato ancor più interessante, anche il Vocabolario italiano, e spagnolo [...] composto da Lorenzo Franciosini ed edito negli stessi anni, traduce la parola spagnola alfanje come "scimitarra":
(Vocabolario italiano, e spagnolo non piv dato in lvce, Roma 1620, p. 39)
Pochi anni dopo, dando alle stampe la prima copia italiana del Don Chisciotte di Cervantes, Franciosini tornerà a tradurre alfanje come "scimitarra" nella narrazione della Contessa Triffaldi:
Nel corso del XVIII secolo assistiamo invece a un'involuzione. La parola "storta" torna a indicare armi manesche prettamente europee, evolutesi nel corso degli anni dal falcione, grazie, forse, alla sempre più massiccia diffusione tra le forze armate occidentali della sciabola. Storta diventa quindi sinonimo di "squarcina", vocabolo che nel Nord-Est indica la sciabola d'abbordaggio. È sempre il Vocabolario della Crusca a testimoniarci questo nuovo passaggio etimologico.
(Vocabolario degli Accademici della Crusca, ed. 4., Firenze 1738, v. 4 p. 758)

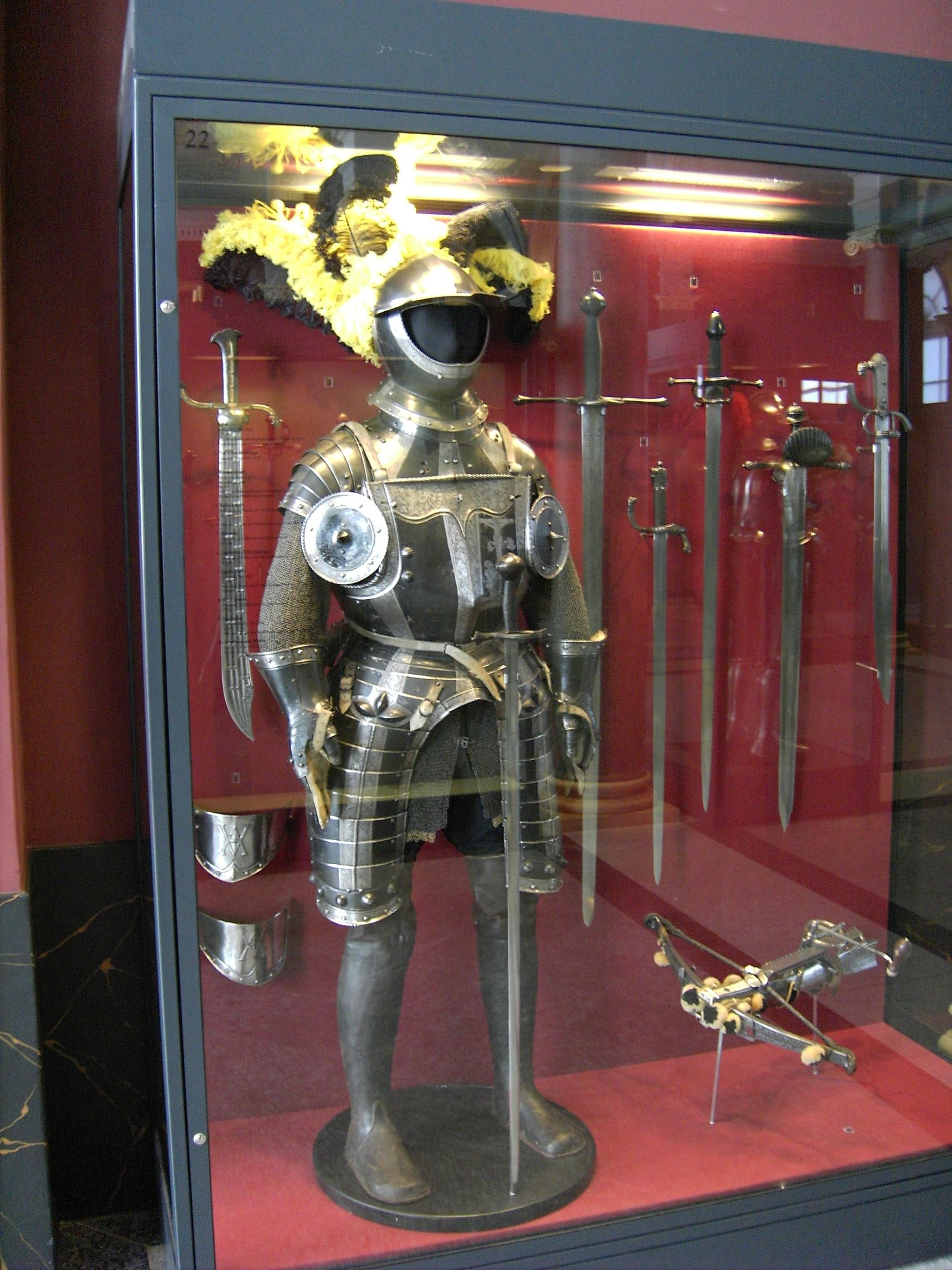
Panoplia da Reiter del XVI secolo. Un bell'esemplare di storta figura alla sinistra dell'armatura - Zwinger Museum di Dresda.
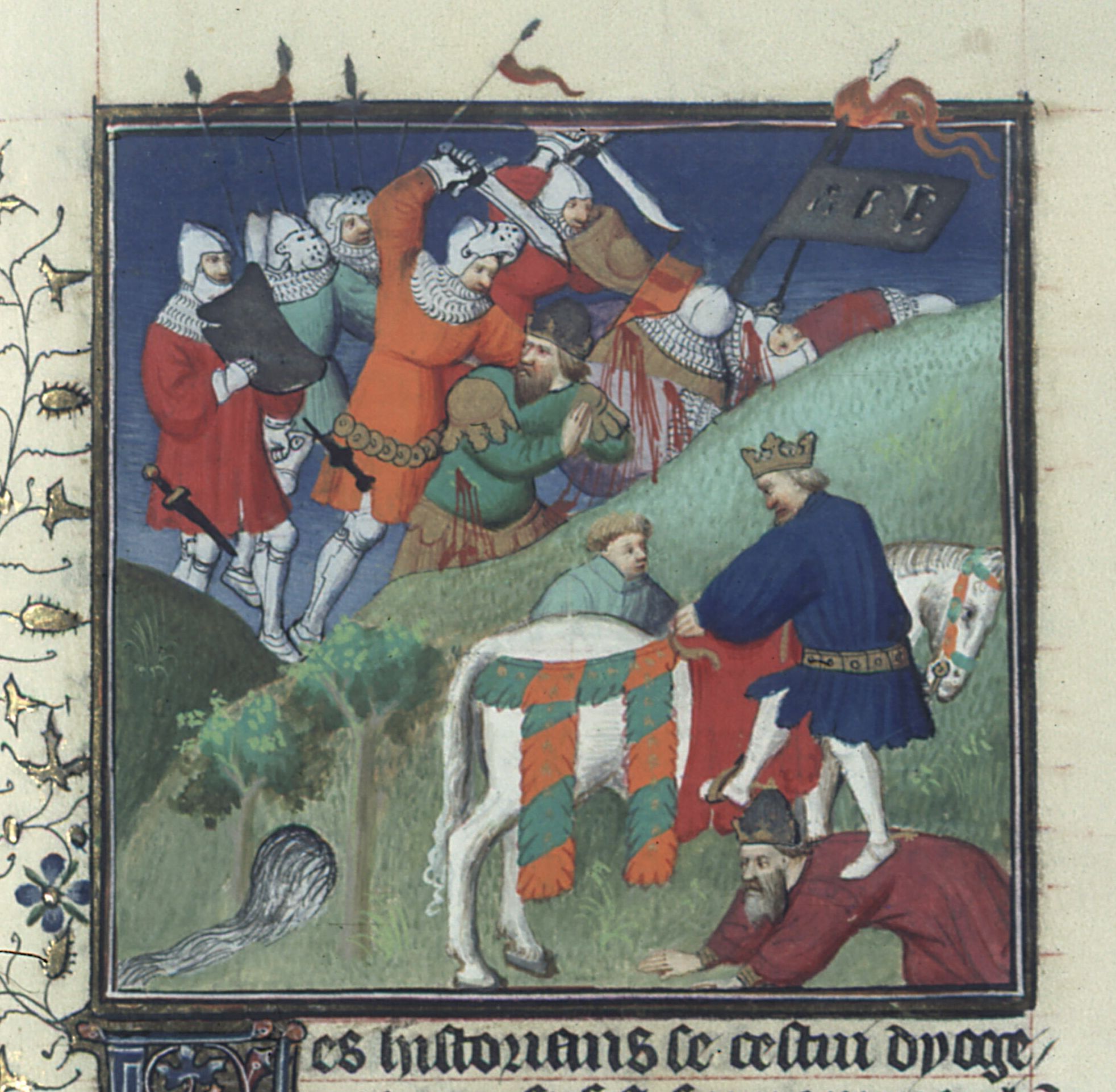
Battaglia di Manzicerta – Il sultano Alp Arslan lascia il campo mentre i suoi uomini armati di storte massacrano i bizantini.
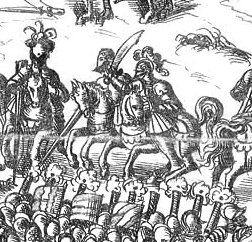
Gendarme francese armato di storta carica un gruppo di Corazzieri - particolare della Battaglia di Dreux (1562), incisione del 1588.
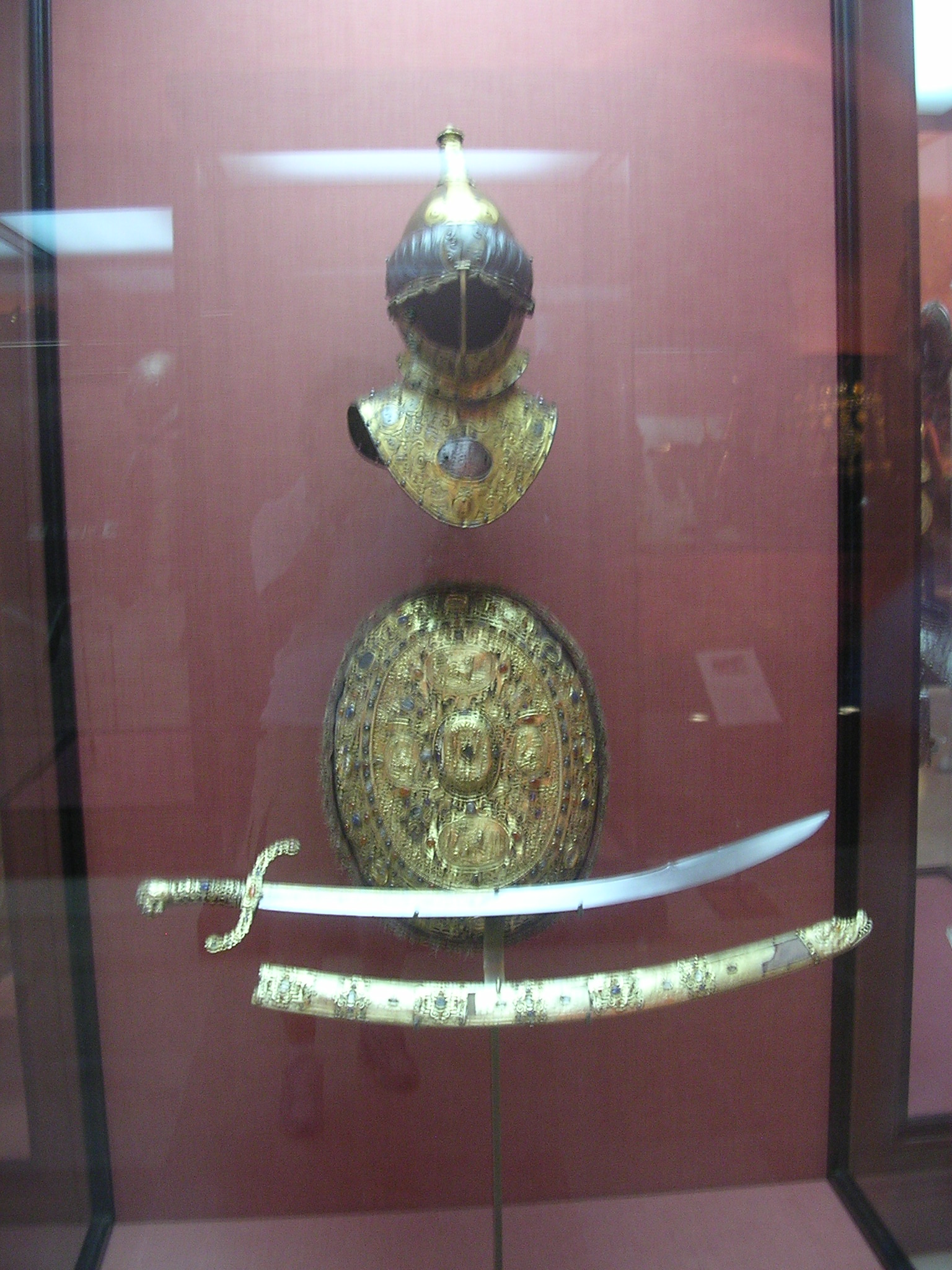
Interessante esemplare di kilij (scimitarra ottomana) di probabile fattura italiana, con lama dalla curvatura poco pronunciata e guardia da storta - Armeria del Palazzo Reale di Madrid

## Arte
A prescindere dal suo iniziale utilizzo quale "sostituto" della scimitarra nelle miniature medievali, la storta riscosse un incredibile successo presso gli artisti europei a partire dal Rinascimento.
In pittura, la storta figura nelle mani dell'eroina giudea Giuditta in quasi tutti i quadri raffiguranti la decapitazione di Oloferne: il primo esempio vistoso è costituito dall'opera di Sandro Botticelli, databile al 1472, Ritorno di Giuditta a Betulia (un decennio dopo, nella sua Primavera, l'artista cingerà di una storta il fianco del suo Mercurio), ma gli esemplari più noti sono certamente il Giuditta e Oloferne di Michelangelo Merisi da Caravaggio (1599) e la Giuditta con la sua Ancella di Artemisia Gentileschi (1627). Interessante anche la variazione sul tema proposta da Tanzio da Varallo nel suo Davide con la testa di Golia del (1625), in cui il fornimento della storta impugnata dalla piccola mano di Davide si appesantisce degli archi tipici delle spadone germaniche. Altri "utenti" privilegiati per la storta furono l'Arcangelo Michele e San Giorgio: il San Michele arcangelo di Antonio del Pollaiolo fu tra i primi a sfoggiare la storta e non più la spada a elsa cruciforme; Raffaello Sanzio, seppur ricorse ancora alla classica spada crociata per armare il suo San Michele e il drago, optò invece per la storta quale arma per il santo-cavaliere nel San Giorgio e il drago (ca. 1505).
I pittori del primo Barocco incominciarono poi a ricorrere alla storta anche per armare armigeri e soldati in quadri di soggetto storico, oltre che mitologico. Nel Carlo VIII riceve la corona di Napoli di Francesco Bassano il Giovane (ca. 1585-1590), i tre spadaccini occupanti il primo piano della scena sono tutti armati di storta, anche se si tratta di armi dalla lama non molto ricurva.
Parallelamente alle fortune iconografiche della storta, alcuni artisti rinascimentali avevano incominciato a raffigurare, nelle loro opere, spade dalla lama lunga e ricurva molto vicine alla linea della scimitarra vera e propria: su tutti l'esempio della figura in primo piano nella Sesta Scena (Portatori di corsaletti, di trofei e di armature) dei Trionfi di Cesare (1485-1505) di Andrea Mantegna. Il raffronto tra le diverse tipologie di armi raffigurate nel tardo XV, inizio XVI secolo ci permette di comprendere che, contrariamente alle confusioni etimologio-lessicali dei dotti seicenteschi, la differenza stilistica tra la storta e la scimitarra era ancora ben nota quanto meno ai pittori del Cinquecento. La Battaglia di Anghiari di Leonardo da Vinci (1503), nella copia sopravvissuta da parte del fiammingo Peter Paul Rubens, mostra sia cavalieri armati di storte sia di scimitarre ancora inguainate.
Dall'Italia, la predilezione dei pittori per la storta nei quadri di soggetto biblico o mitologico passò nel resto d'Europa. Rubens, grande estimatore dell'arte italiana, armò per l'appunto il suo Ares di una storta nel dipinto Conseguenze della guerra (1638).
Anche la scultura ricorse spesso alla storta per armare eroi biblici e mitologici in pose truculente. A cominciare, anche qui, dal tema di Giuditta e Oloferne di Donatello, (1453-1457), sino al Perseo di Benvenuto Cellini (1554).
L'accostamento storta-eroe antico, lanciato dai pittori e dagli scultori del primo Rinascimento, aiuta a comprendere anche la frequente presenza di quest'arma in composizioni ibride come le incisioni su lastre di rame, per esempio la Battaglia di dieci uomini nudi del Pollaiolo (1471-1472), o le decorazioni per le corazze.

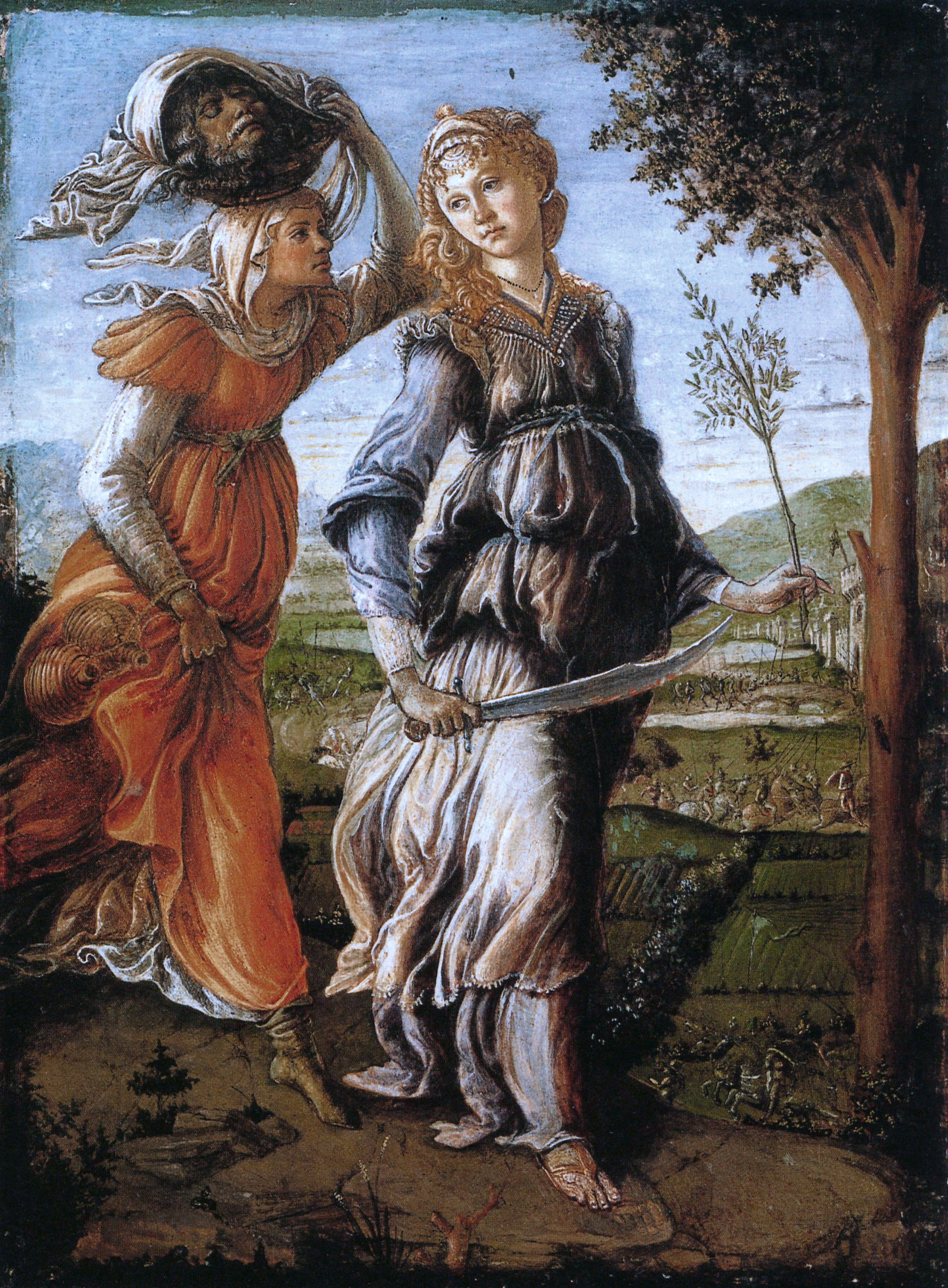
Ritorno di Giuditta a Betulia - Sandro Botticelli, (1472)
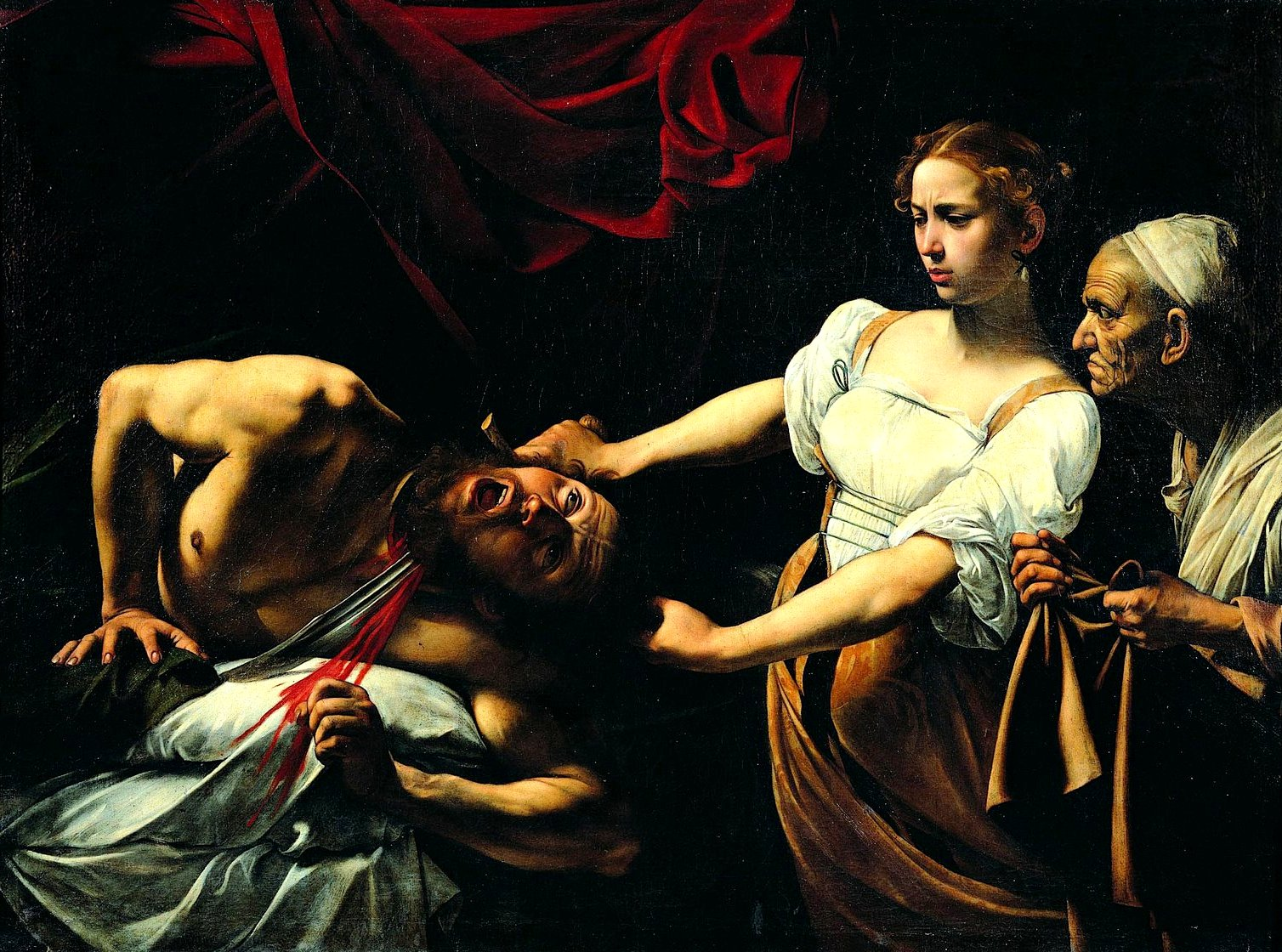
Giuditta e Oloferne - Michelangelo Merisi da Caravaggio, (1599)
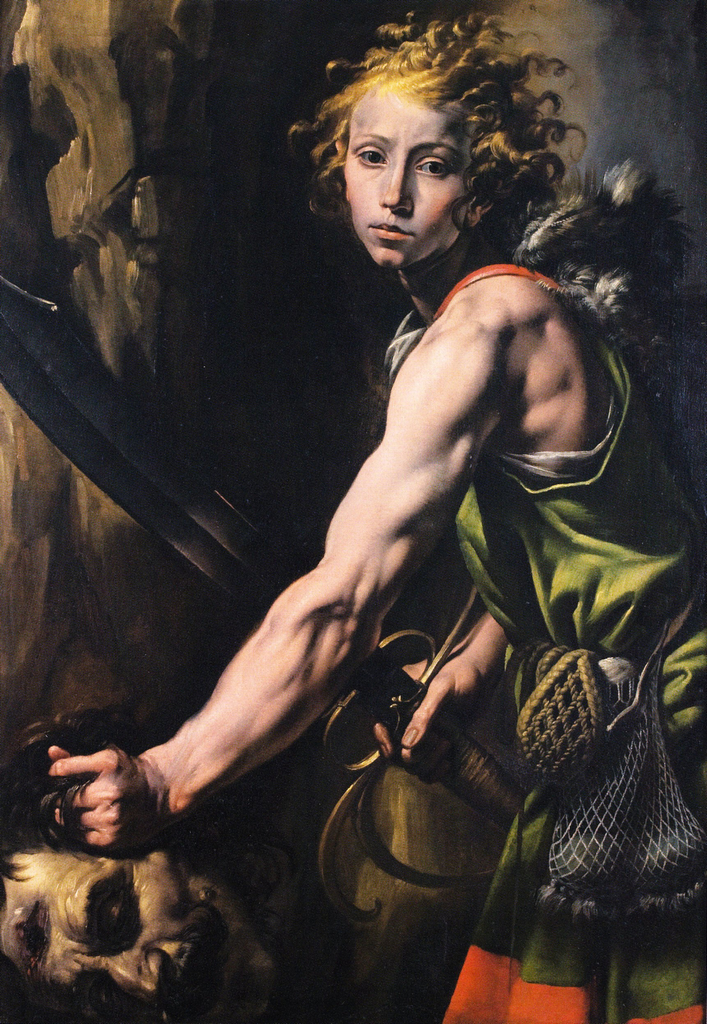
Davide con la testa di Golia - Tanzio da Varallo, (1625)
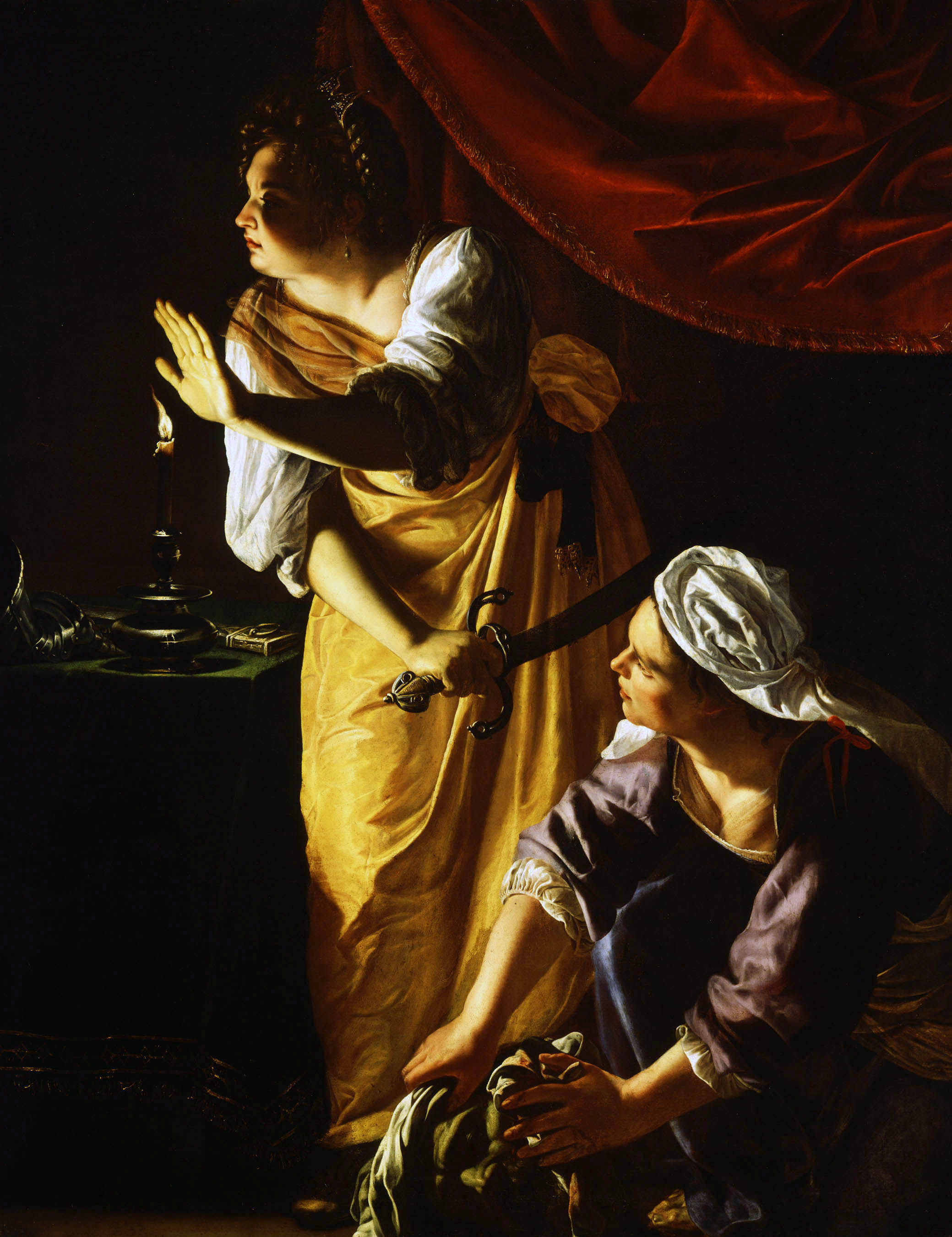
Giuditta con la sua Ancella - Artemisia Gentileschi, (1627)
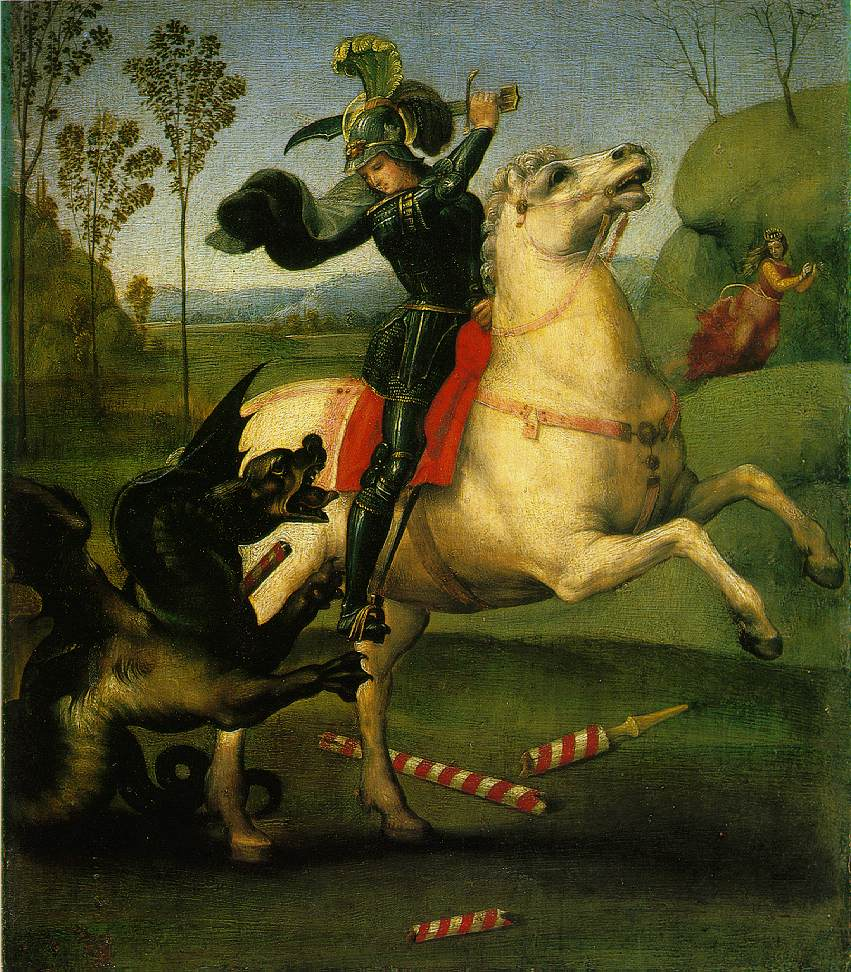
San Giorgio e il drago - Raffaello Sanzio (ca. 1505)
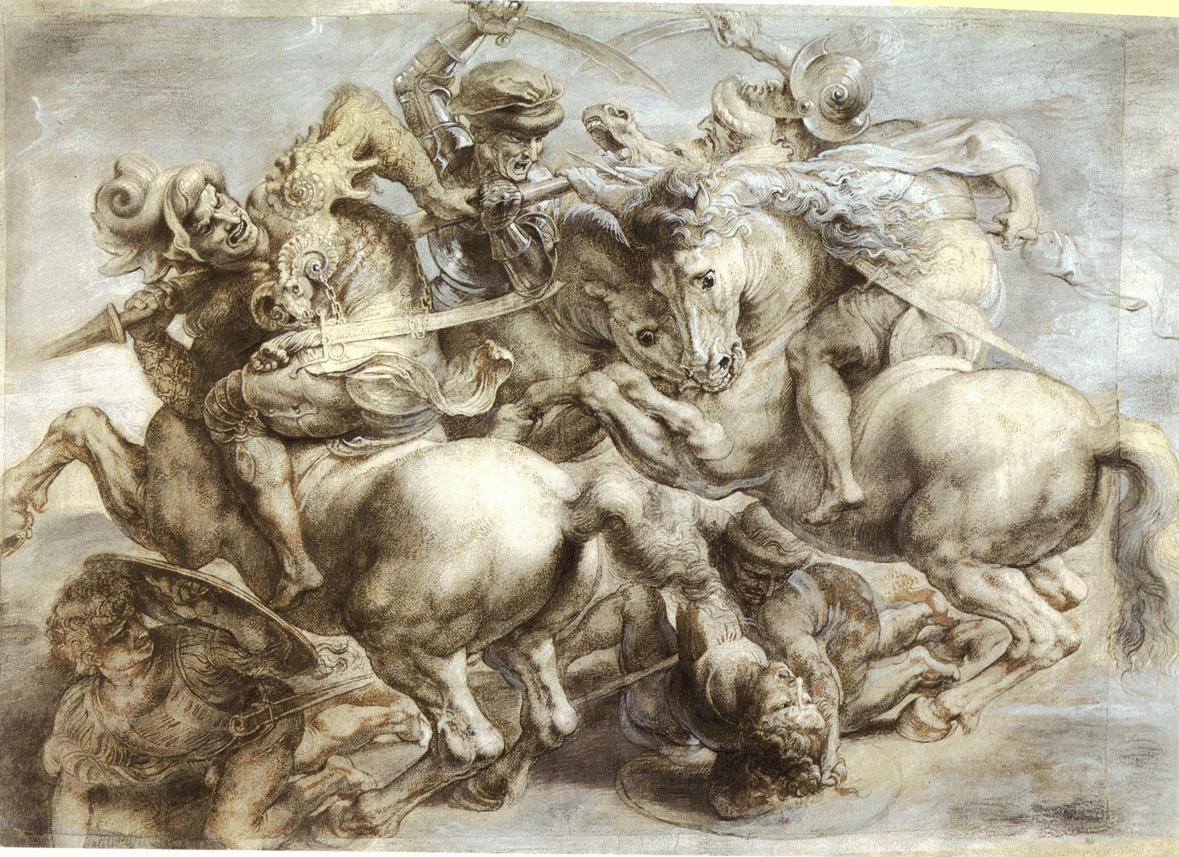
Battaglia di Anghiari - copia di Peter Paul Rubens.
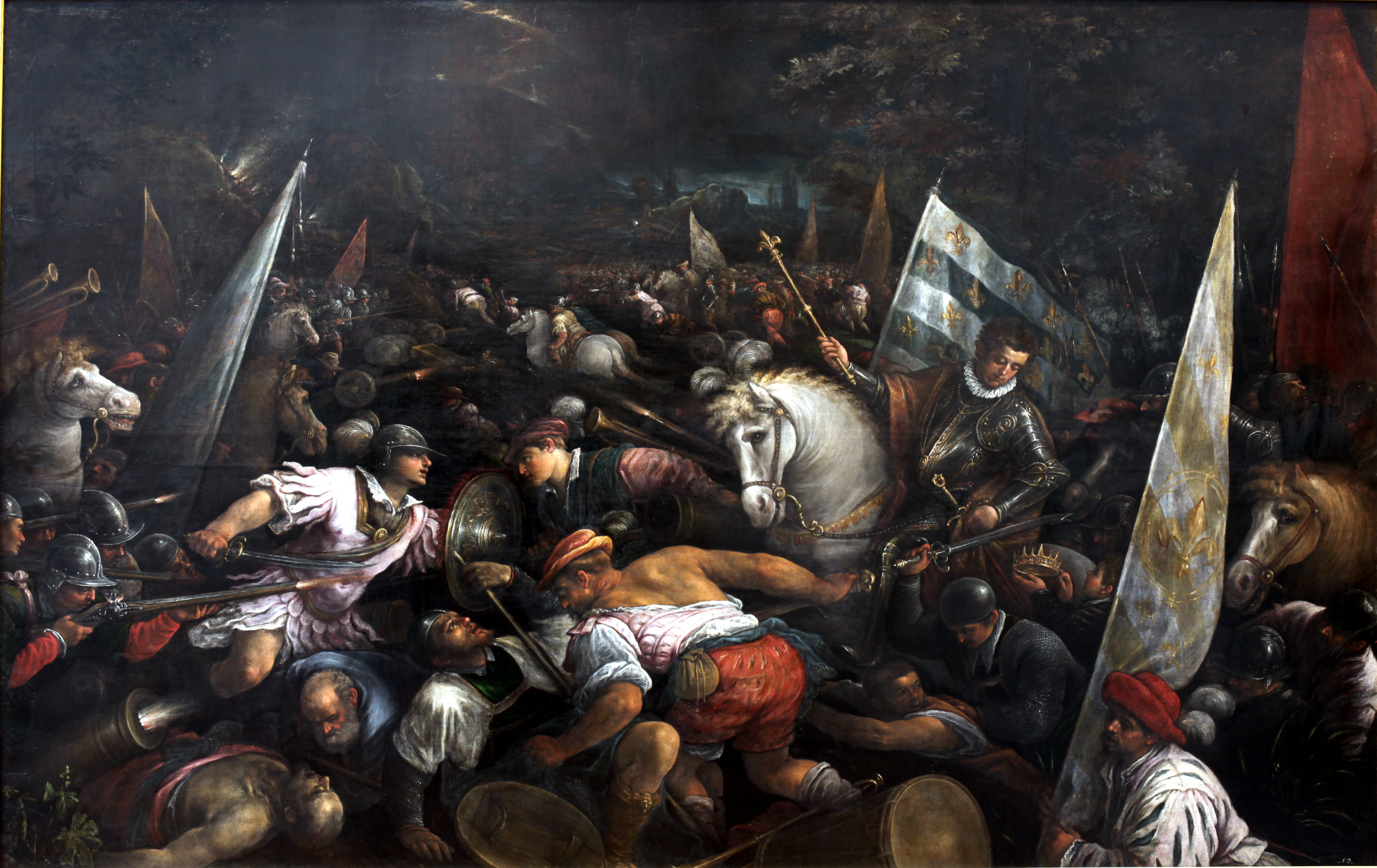
Carlo VIII riceve la corona di Napoli - Francesco Bassano il Giovane, (ca. 1585-1590)
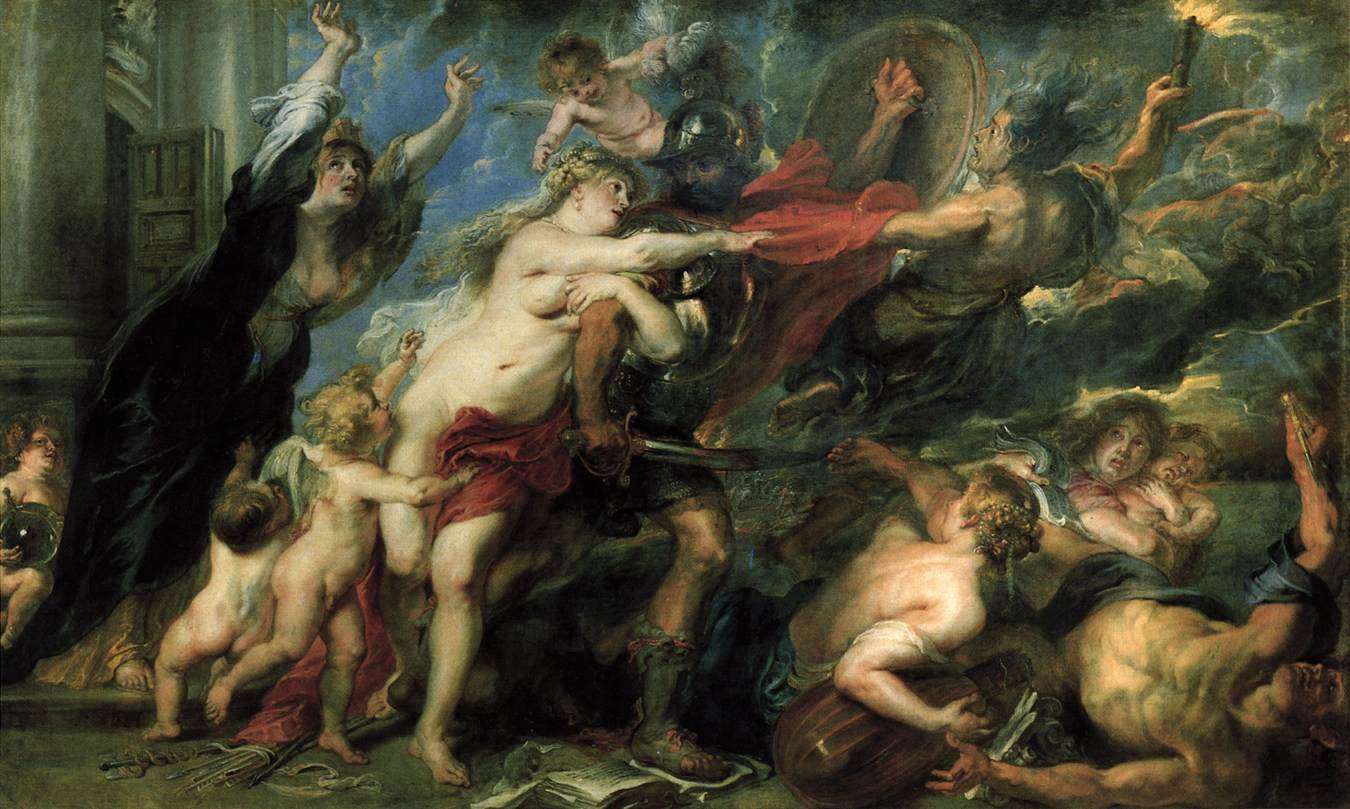
Conseguenze della guerra - Peter Paul Rubens, (1638)

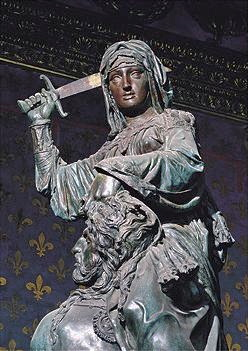
Giuditta e Oloferne - Donatello, (1453-1457)
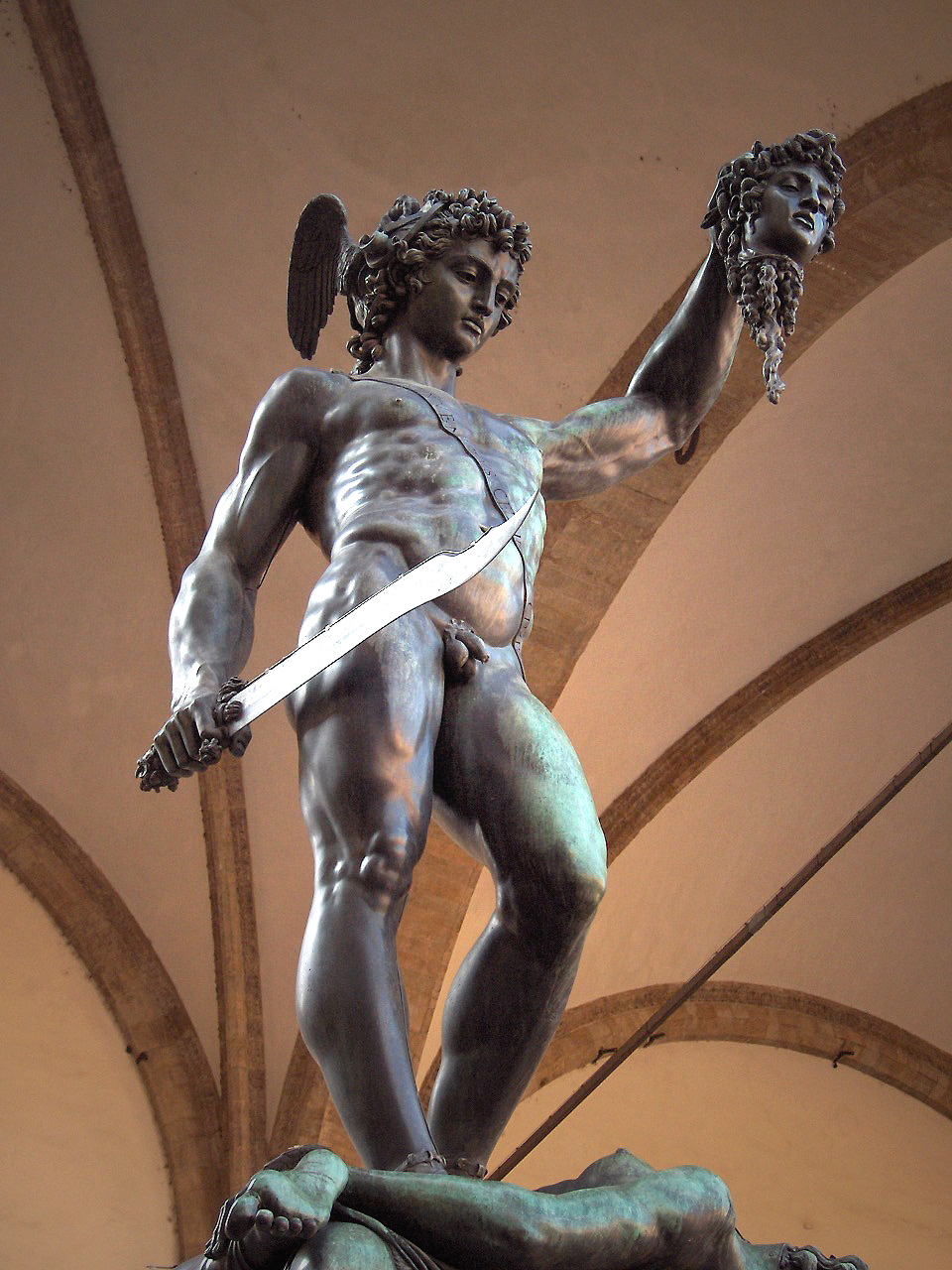
Perseo con la testa di Medusa - Benvenuto Cellini, (1554)
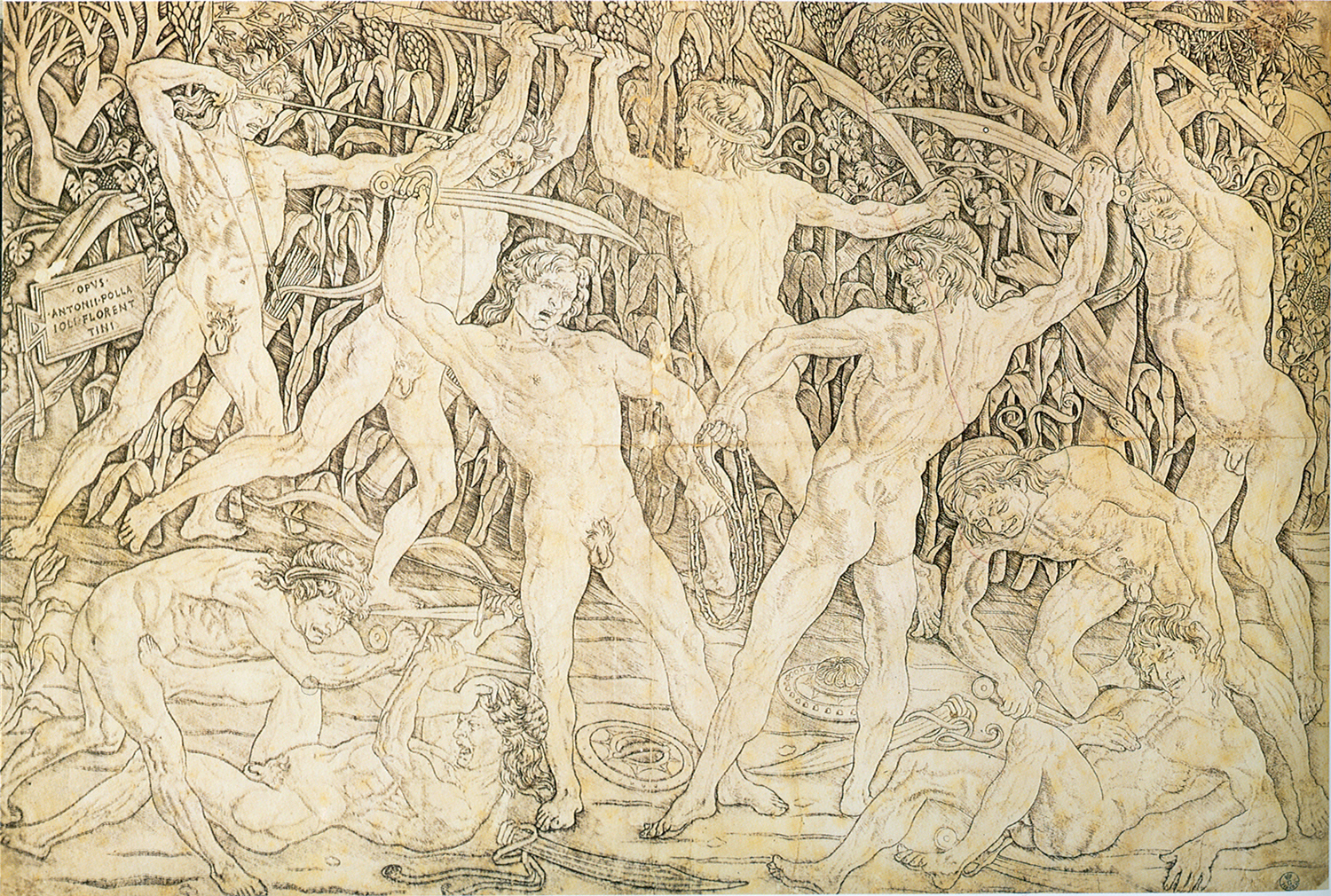
Battaglia di dieci uomini nudi - Antonio del Pollaiolo, (1471-1472)

### Fonti
- Filippo Vadi, De arte gladiatoria dimicandi, post 1487.
- Achille Marozzo, Opera Nova Chiamata Duello, O Vero Fiore dell'Armi de Singulari Abattimenti Offensivi, & Diffensivi, Modena 1536.

### Studi
- Burton, Richard (1884), The Book of the Sword, Londra, Chatto & Windus .
- Scalini, Mario (1990), Armature da Cosimo I a Cosimo II de' Medici, Firenze, Arnaud.